# Рицарите на зодиака
„Рицарите на зодиака“ (на английски: Knights of the Zodiac) е фентъзи екшън филм от 2023 г. на режисьора Томаш Багински, сценарият е на Джош Кемпбъл, Матю Щуекен и Киел Мъри, и е базиран на мангата Saint Seiya от Масами Курумада. Във филма участват Макеню, Фамке Янсен, Мадисън Айсман, Диего Тиноко, Марк Дакаскос, Ник Стол и Шон Бийн.
Филмът излиза по кината в Япония на 28 април 2023 г., и излиза и в Съединените щати на 12 май.